# Огилви, Дэвид, 12-й граф Эйрли
Полковник Дэвид Лиулф Гор Уолсли Огилви, 12-й граф Эйрли (англ. David Lyulph Gore Wolseley Ogilvy, 12th Earl of Airlie; 18 июля 1893 — 28 декабря 1968) — шотландский пэр, военный и придворный.

## Происхождение и образование
Родился 18 июля 1893 года в Кэре, графство Типперэри, Ирландия. Старший сын Дэвида Огилви, 11-го графа Эйрли (1856—1900), и его жены, леди Мейбелл Гор (1866—1956). Он унаследовал титулы своего отца в 1900 году в возрасте шести лет, когда его отец погиб в Англо-бурской войне, и был одним из знаменосцев Марии Текской на её коронации в 1911 году.
Лорд Эйрли получил образование в Итонском колледже и Королевской военной академии в Сандхерсте.

## Карьера
С 1922 по 1963 год — шотландский пэр-представитель в Палате лордов Великобритании, в апреле 1926 года был назначен лордом в ожидании в правительстве Стэнли Болдуина, а 10 мая 1929 года был произведен в рыцари-командоры Королевского Викторианского ордена.
В июне 1936 года он стал лордом-лейтенантом Ангуса. Он был гостем на свадьбе принцессы Елизаветы и Филиппа Маунтбеттена, герцога Эдинбургского , в 1947 году. Он был возведен в рыцари Большого креста Королевского Викторианского ордена в 1938 году, стал кавалером ордена Чертополоха в 1942 году и был назначен канцлером ордена Чертополоха в 1956 году.
Лорд Эйрли владел многими скаковыми лошадьми, наиболее известным из которых был скаковой лошадок Мастер Роберт, «одиннадцатилетняя лошадь ирландской породы», которая выиграла Гранд Нэшнл 1924 года в цветах графа.

## Военная карьера
В 1912 году лорд Эйрли был зачислен в 10-й гусарский полк из Королевского военного колледжа в Сандхерсте. Во время Первой мировой войны он дослужился до звания капитана и был награжден Военным крестом.
Он уволился из регулярной армии в 1921 году, но поступил на службу в 5-й батальон (4-й/5-й батальон с 1922 года) полка Чёрной стражи (Территориальная армия) в чине майора. Он был подполковником, командующим с 1924 по 1929 год, получив чин полковника в 1928 году. В 1940 году он был произведен в подполковники полка Шотландской гвардии, вернувшись по собственному желанию в звание майора до 1942 года. Он ушел в отставку в 1948 году. Он был комендантом армейских кадетских сил в Шотландии в 1943 году. В 1958 году он был удостоен почетной степени доктора права Университетом Сент-Эндрюса.

## Личная жизнь

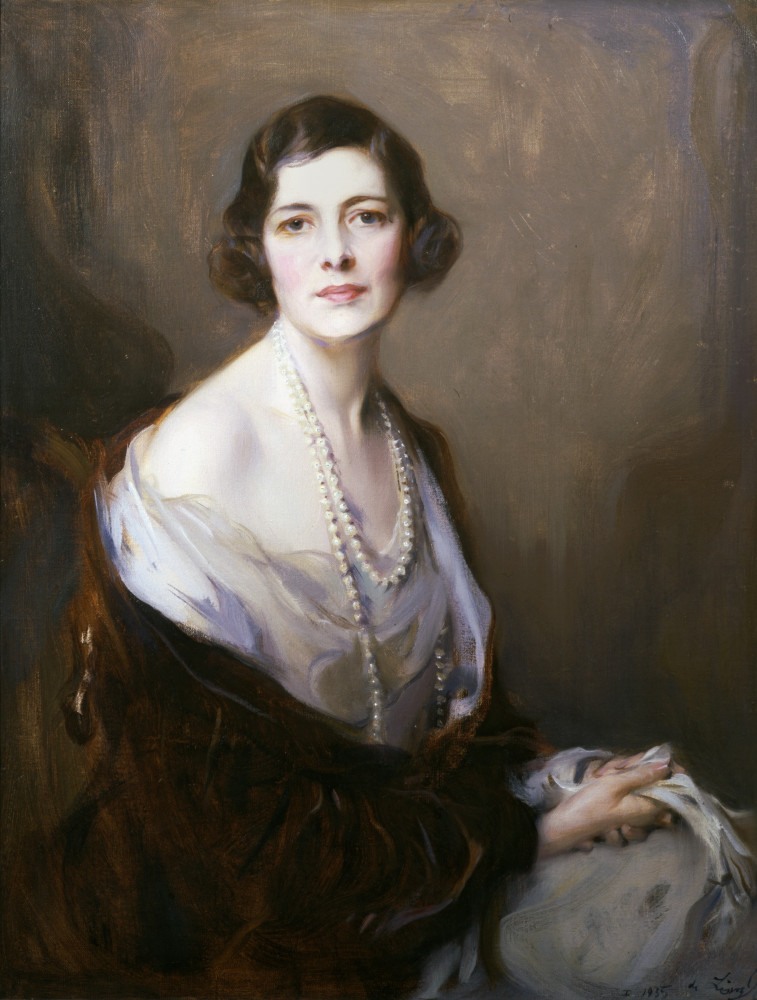
Портрет графини Эйрли, Филипп Де Ласло, 1935 год

17 июля 1917 года лорд Эйрли женился на леди Александре Кук (1891—1984), второй дочери Томаса Кука, 3-го графа Лестера, и достопочтенной Элис Эмили Уайт. У супругов было шестеро детей:
- Леди Виктория Джин Марджори Мейбелл Огилви (21 сентября 1918 — 23 сентября 2004), которая вышла замуж за Александра Ллойда, 2-го барона Ллойда, в 1942 году.
- Леди Маргарет Хелен Айла Мэрион Огилви (23 июля 1920 — 22 января 2014), которая вышла замуж за Иэна Теннанта в 1946 году.
- Леди Гризельда Давиния Роберта Огилви (12 июня 1924 — 8 июня 1977), которая вышла замуж за майора Питера Бальфура в 1948 году. До развода в 1968 году у них было трое детей.
- Дэвид Джордж Кок Патрик Огилви, 13-й граф Эйрли (17 мая 1926 — 26 июня 2023), который женился на Вирджинии Форчун Райан в 1952 году[6].
- Достопочтенный сэр Ангус Джеймс Брюс Огилви (14 сентября 1928 — 26 декабря 2004), который женился на принцессе Александре Кентской в 1963 году[7]. У них было двое детей[8].
- Достопочтенный Джеймс Дональд Диармид Огилви (28 июня 1934 — 3 января 2024), который женился на Магдалине Джейн Рут Дукас в 1959 году[9]. После развода он вторично женился в 1980 году на леди Кэролайн Чайлд-Вильерс (дочери 9-го графа Джерси).

Лорд Эйрли скончался 28 декабря 1968 года в своем доме, Эйрли-Касл, Ангус, Шотландия.